# Platysoma clarenciae
Platysoma clarenciae är en skalbaggsart som beskrevs av Sylvain Auguste de Marseul 1870. Platysoma clarenciae ingår i släktet Platysoma och familjen stumpbaggar. Inga underarter finns listade i Catalogue of Life.